# Вольбурка (остановочный пункт)
Вольбурка (пол. Wolbórka) — остановочный пункт железной дороги (платформа) вблизи села Чарноцин в гмине Чарноцин, в Лодзинском воеводстве Польши. Имеет 1 платформу и 2 пути. 
Остановочный пункт построен на линии Варшаво-Венской железной дороги в 1856 году, когда эта территория была в составе Царства Польского. В 1926—2008 годах остановочный пункт назывался «Чарноцин» (польск. Czarnocin). Теперешнее название пункта от реки Вольбурка.